# Malcolmia tadshikistanica
Malcolmia tadshikistanica är en korsblommig växtart som beskrevs av I.T. Vassilczenko. Malcolmia tadshikistanica ingår i släktet strandlövkojor, och familjen korsblommiga växter. Inga underarter finns listade i Catalogue of Life.